# Граммендорф
Граммендорф (нем. Grammendorf) — община в Германии, в земле Мекленбург-Передняя Померания.
Входит в состав района Северная Передняя Померания. Подчиняется управлению Рекниц-Требельталь.  Население составляет 602 человека (на 31 декабря 2010 года). Занимает площадь 35,96 км².